# 源光経
源 光経（みなもと の みつつね）は、平安時代後期の武将。源光長の次男。兄弟に国長、土岐光衡があり、子に光房（八条院蔵人）、光助（出羽守）がある。

## 略歴
美濃源氏土岐氏の棟梁であった父と共に在京し、検非違使・左衛門尉を務めたとされる（『尊卑分脈』）が、寿永2年（1184年）の法住寺合戦で父が後白河院方に加わったため光経もこれに従い、死闘の末に父と共に討ち取られ梟首された。
次男・光助の子孫は越中国婦負郡長沢に居住して、長沢氏と称して、戦国時代には長沢光国などを輩出しているとされる。